# Reifendruck

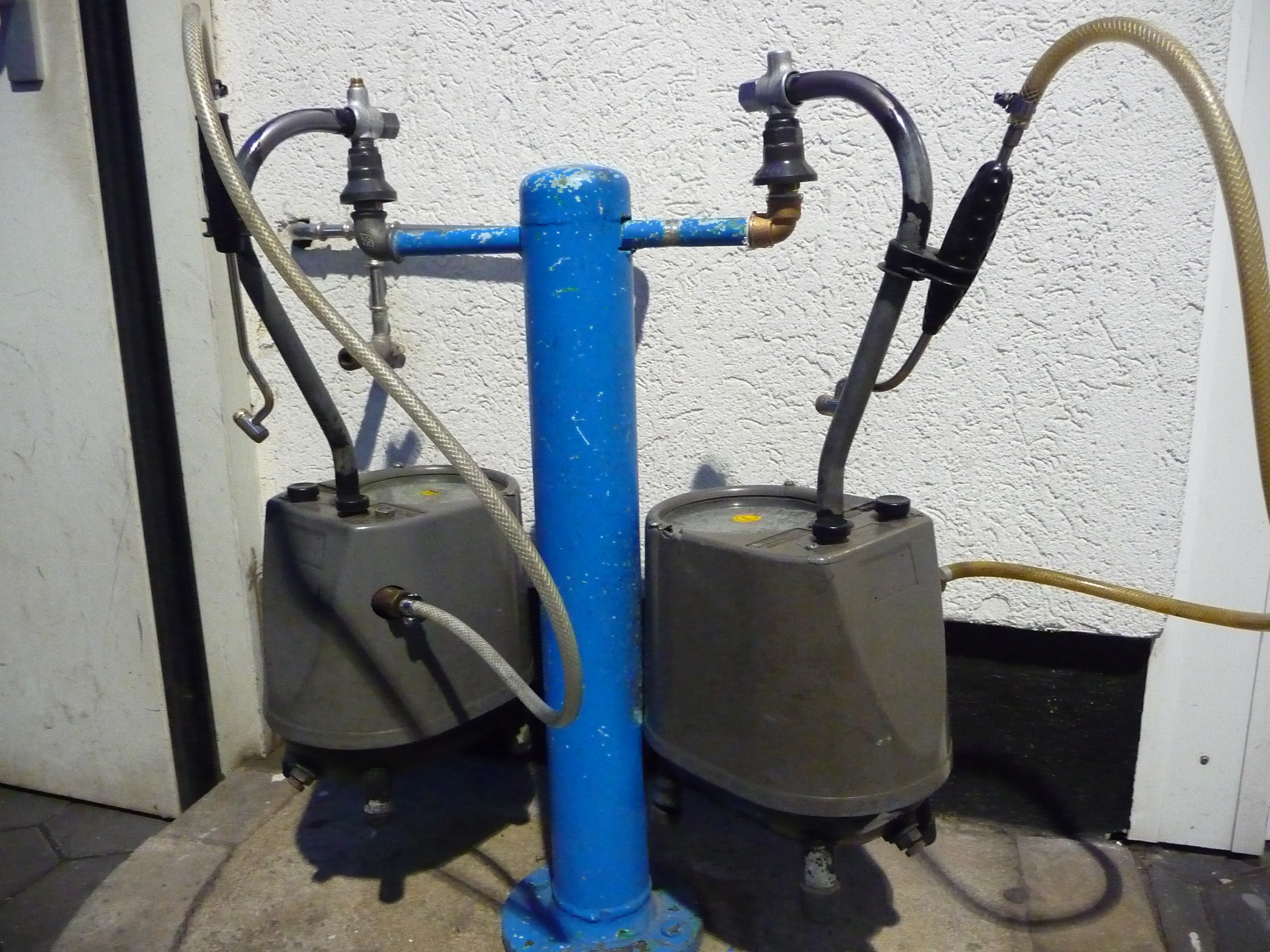
Reifenfüllmessgeräte bei der Auffüllung

Der Reifendruck ist der Druck in einem Luftreifen.

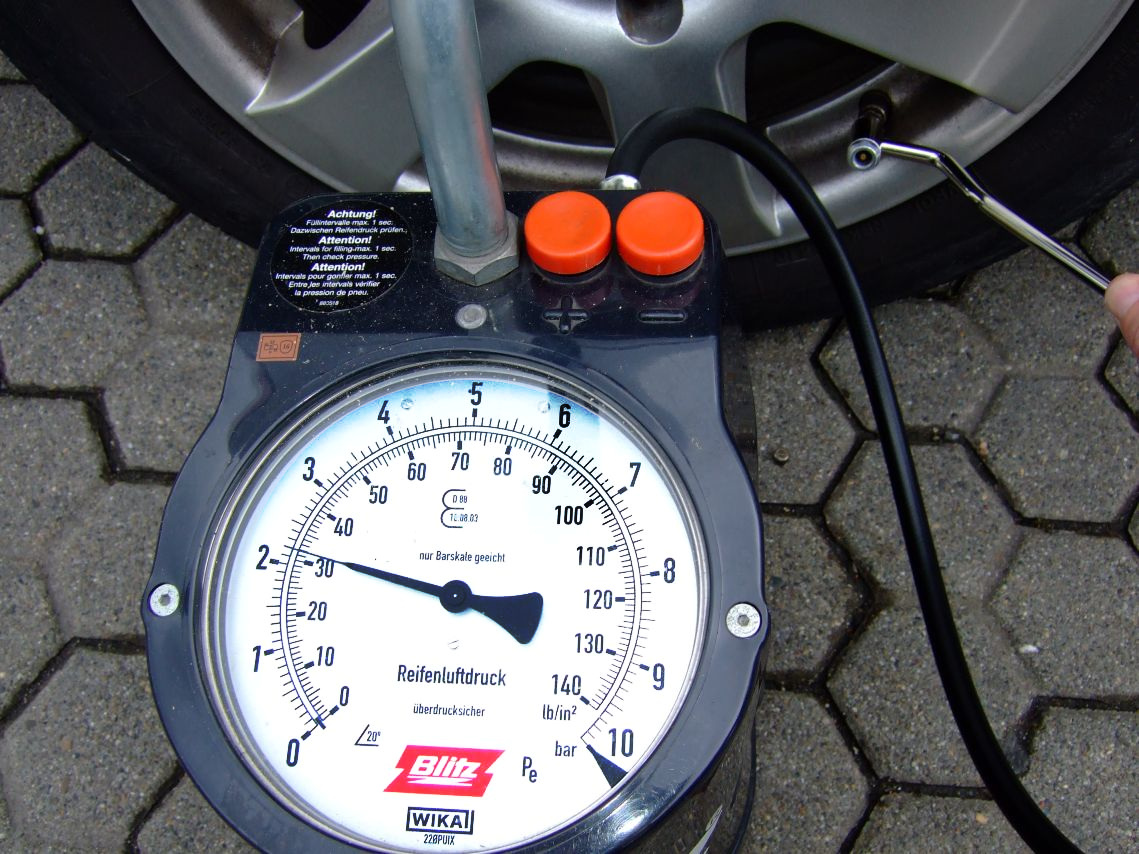
Reifendruck prüfen an einem PKW

Der Reifendruck ist entscheidend für die Verwendungsfähigkeit eines Luftreifens. Er wird deshalb nach Vorgabe eingestellt und muss zum Erhalt der Funktionsfähigkeit regelmäßig kontrolliert und gegebenenfalls angepasst werden. Der Reifendruck kann sich auch im Betrieb durch Erwärmung erhöhen. Falscher Reifendruck führt zu vorzeitigem Verschleiß oder dem Versagen des Luftreifens. Deswegen kommen vermehrt Reifendruckkontrollsysteme in PKWs zum Einsatz und sind seit dem 1. November 2014 Pflicht für alle Neufahrzeuge in der EU. Außerdem kann sich der Reifendruck wesentlich auf das Fahrverhalten eines Fahrzeuges auswirken. Im Zweifelsfall sollte man sich also immer an den vorgegebenen Angaben des jeweiligen Fahrzeug- und/oder Reifenherstellers orientieren.
Der Reifendruck wird in der Einheit Bar angegeben. Dabei ist es üblich, nicht den absoluten Druck anzugeben, sondern den Überdruck im Vergleich zum Umgebungsdruck (Luftdruck). Die Reifendruckangabe 2,7 bar bedeutet also, der Reifendruck soll 2,7 bar über dem Umgebungsdruck von ca. 1 bar liegen. Der absolute Reifendruck wäre somit 3,7 bar. Die Reifenfüllmessgeräte an Tankstellen machen es dem Autofahrer einfach, indem sie nur den relativen Reifendruck (d. h. den Überdruck) in Bar anzeigen, der auch in den Fahrzeugpapieren genannt wird. 
Seit ca. 2012 wird in Europa der Reifendruck am Fahrzeug in Kilopascal angegeben. 100 kPa sind 1 bar.

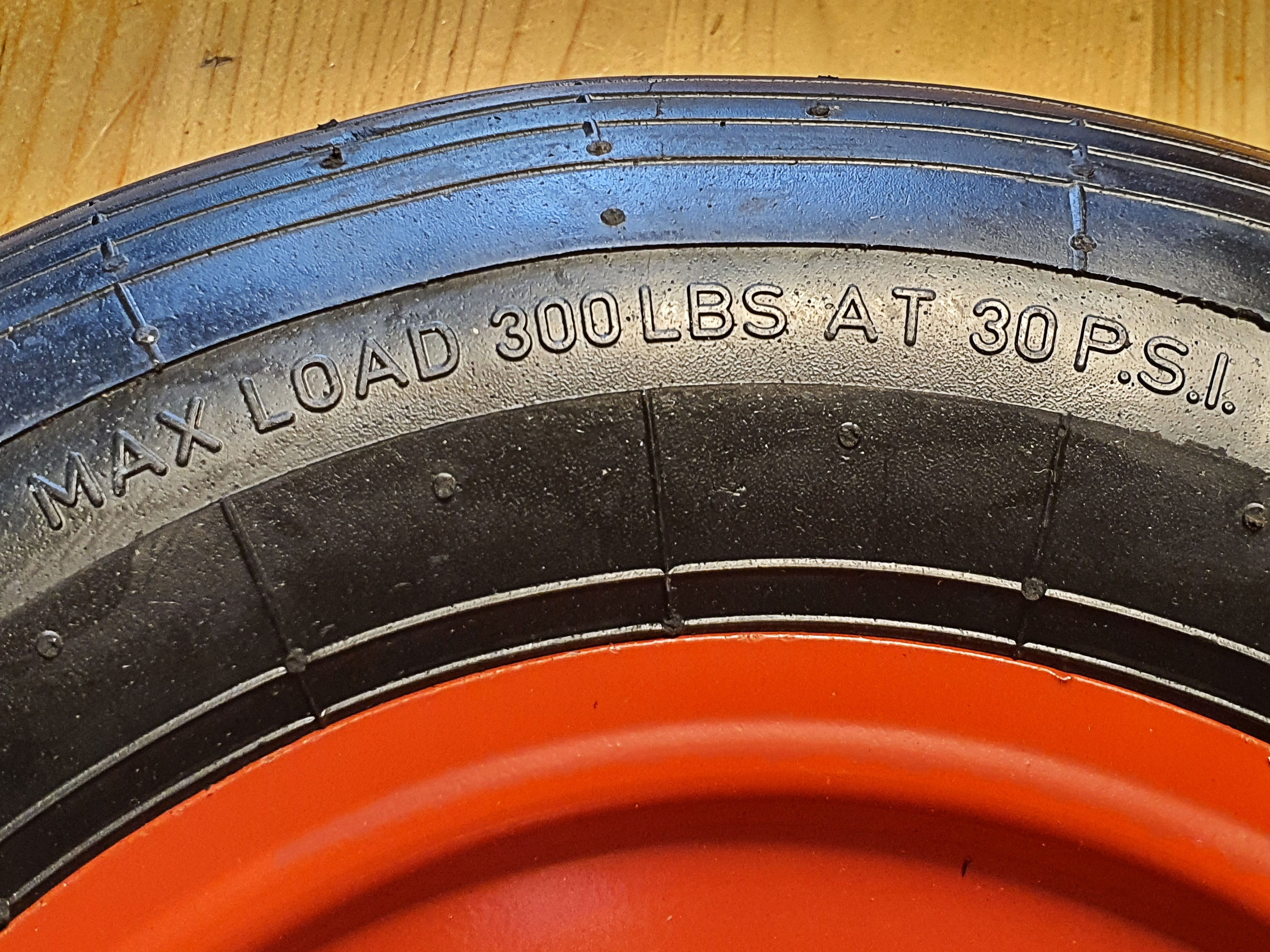
Druckangabe in PSI auf einem Schubkarrenreifen

Auf den Reifen ist der maximale Reifendruck meist in der in den USA gebräuchlichen Maßeinheit pound per square inch (psi) angegeben. Zur Umrechnung gilt 1 bar = 14,5 psi.
Die Reifendruckangaben der Fahrzeug- oder Reifenhersteller beziehen sich immer auf den „kalten“ Reifen. Damit ist die Tatsache gemeint, dass sich der Reifen mit zunehmender Fahrtstrecke und -geschwindigkeit erwärmt. In der Praxis kann ein PKW-Reifen nach 10 km Fahrtstrecke mit gemäßigtem Tempo noch als „kalt“ betrachtet werden. Wird der Reifendruck nach einer schnellen Autobahnfahrt geprüft, hat sich die Reifenfüllung (Luft oder Stickstoff) auf Grund der Erwärmung ausgedehnt und der Reifendruck steigt um 10 % je 30 K an, bei 50 °C Reifentemperatur also um ca. 0,3 bar.   
Abweichungen von den Reifendruckangaben der Fahrzeug- oder Reifenhersteller können funktional begründet sein. Beispiele:
- Ein erhöhter Reifendruck reduziert bei PKW-Reifen den Rollwiderstand und senkt damit den Treibstoffverbrauch. Ein deutlich zu großer Innendruck verringert allerdings das Kraftübertragungspotential und schränkt damit die Fahrsicherheit ein.
- Bei Geländewagen, Bau- oder Landmaschinen wird der Reifendruck für Geländefahrten oft abgesenkt, um die Aufstandsfläche des Reifens zu vergrößern. Dadurch können Antriebsräder mehr Vortrieb auf den Boden übertragen, wobei gleichzeitig der durch den Reifen vertikal ausgeübte Bodendruck reduziert wird (Verminderung der schädlichen Bodenverdichtung). Bei Fahrzeugen, die auf oft wechselnden Untergrundarten betrieben werden, kann dies auch während der Fahrt durch eine Reifendruckregelanlage erfolgen.

## Verwendete Gase
Für die Füllung des Reifens wird entweder Luft oder Stickstoff verwendet. Der Vorteil einer Stickstofffüllung ist bei PKW-Reifen umstritten. Angeblich hält der Reifen den Druck besser als bei einer Luftfüllung. Für den gewöhnlichen Betrieb eines PKW-Reifens sind die Unterschiede jedoch vernachlässigbar klein (siehe auch bei Reifengas).
Die Stickstofffüllung des Reifens wird in der Regel durch eine farbige Ventilkappe angezeigt. Eine Nachfüllung des Reifens mit Luft ist problemlos möglich, zumal Luft zu 78 Prozent aus Stickstoff besteht. Für die Betriebssicherheit eines PKW-Reifens ist nicht die Wahl des Füllgases ausschlaggebend, sondern die regelmäßige Kontrolle und Korrektur des Luft- bzw. Stickstoffdrucks.